# Antalis
Pour l'entreprise voir Antalis
Genre
Antalis est un genre de mollusques de la famille des Dentaliidae (les « dentales »).

## Liste d'espèces
- Antalis abyssorum (M. Sars, 1858)
- Antalis agilis M. Sars, 1872
- Antalis antillarum (d'Orbigny, 1842)
- Antalis bartletti (Henderson, 1920)
- Antalis berryi (A. G. Smith et M. Gordon, 1948)
- Antalis callithrix (Dall, 1889)
- Antalis ceratum (Dall, 1881)
- Antalis circumcinctum (Watson, 1879)
- Antalis entale (Linnaeus, 1758)
- Antalis novemcostata (Lamarck, 1818)
- Antalis occidentale (Stimpson, 1851)
- Antalis panormum (Chenu, 1843)
- Antalis pilsbryi (Rehder, 1942)
- Antalis pretiosum (G. B. Sowerby II, 1860)
- Antalis taphrium (Dall, 1889)
- Antalis tubulatum (Henderson, 1920)
- Antalis vulgaris (da Costa, 1778)